# Język laiyolo
Język laiyolo (a. laiolo, layolo), także da’ang – język austronezyjski używany w indonezyjskiej prowincji Celebes Południowy, na południowym skrawku wyspy Selayar. Według danych z 1997 roku posługiwało się nim wówczas 800 osób. 
Dzieli się na dwa dialekty: laiyolo właściwy, barang-barang (loa, loa’, lowa). W 1988 r. ta pierwsza odmiana była używana wyłącznie przez osoby dorosłe. W 2011 r. odnotowano, że laiyolo właściwy ma tylko 10 użytkowników. Wśród samych użytkowników dialekt barang-barang uchodzi za odrębny (choć blisko spokrewniony) język, który określają mianem „lowa”. Barang-barang jest stosunkowo odizolowany geograficzne; według doniesień z lat 80. i 90. XX w. opierał się wówczas presji innych języków. W. Laidig (1997) oraz D. Mead sklasyfikowali barang-barang jako oddzielny język.
Pod koniec XIX w. obszar języka laiyolo (właściwego) obejmował osiem miejscowości. Pod koniec XX w. jego użytkownicy zamieszkiwali pojedynczą wieś Lembang Mate’ne. Barang-barang jest używany we wsi o tej samej nazwie (Barang-Barang).
Pod względem przynależności genealogicznej laiyolo jest odrębny od pozostałych języków Celebesu Południowego; bliższe związki łączą go chociażby z językiem wolio. W zakresie słownictwa wykazuje silne wpływy języka makasarskiego. Wpływy makasarskie zaznaczyły się również na poziomie systemu dźwiękowego, struktury wyrazowej i morfologii.
W użyciu jest również język selayar (większościowy język regionalny). Selayar to preferowany środek komunikacji między użytkownikami laiyolo i barang-barang. Oprócz tego występuje nacisk ze strony języka indonezyjskiego. Laiyolo nie wykształcił piśmiennictwa.